# Такахару
Такахару (яп. 高原町 Такахару-тё:) — посёлок в Японии, находящийся в уезде Нисимороката префектуры Миядзаки. Площадь посёлка составляет 85,38 км², население — 9479 человек (1 августа 2014), плотность населения — 111,02 чел./км².

## Географическое положение
Посёлок расположен на острове Кюсю в префектуре Миядзаки региона Кюсю. С ним граничат города Мияконодзё, Кобаяси, Кирисима.

## Население
Население посёлка составляет 9479 человек (1 августа 2014), а плотность — 111,02 чел./км². Изменение численности населения с 1980 по 2005 годы:
| 1980 | 12 579 чел. |  |
| 1985 | 12 455 чел. |  |
| 1990 | 11 984 чел. |  |
| 1995 | 11 619 чел. |  |
| 2000 | 11 254 чел. |  |
| 2005 | 10 623 чел. |  |

## Символика
Деревом посёлка считается Citrus tachibana, цветком — Rhododendron × obtusum, птицей — Eurystomus orientalis.